# Glipia
Glipia (en griego, Γλυππία) es el nombre de un antiguo asentamiento griego de Laconia.
Pausanias lo ubica en las proximidades de la ciudad de Mario, y únicamente dice que estaba en el interior.
Posiblemente sea el mismo asentamiento que cita Polibio con el nombre de Glimpas o Glimpo (Γλυμπεῖς), que lo define como un fortaleza que ubica en el límite entre Argólide y Laconia.
Se ha sugerido que podría haberse localizado en el castillo de Hagios Vasilios, que se conoce con el nombre de Lympia.